# Luzia (Fossil)

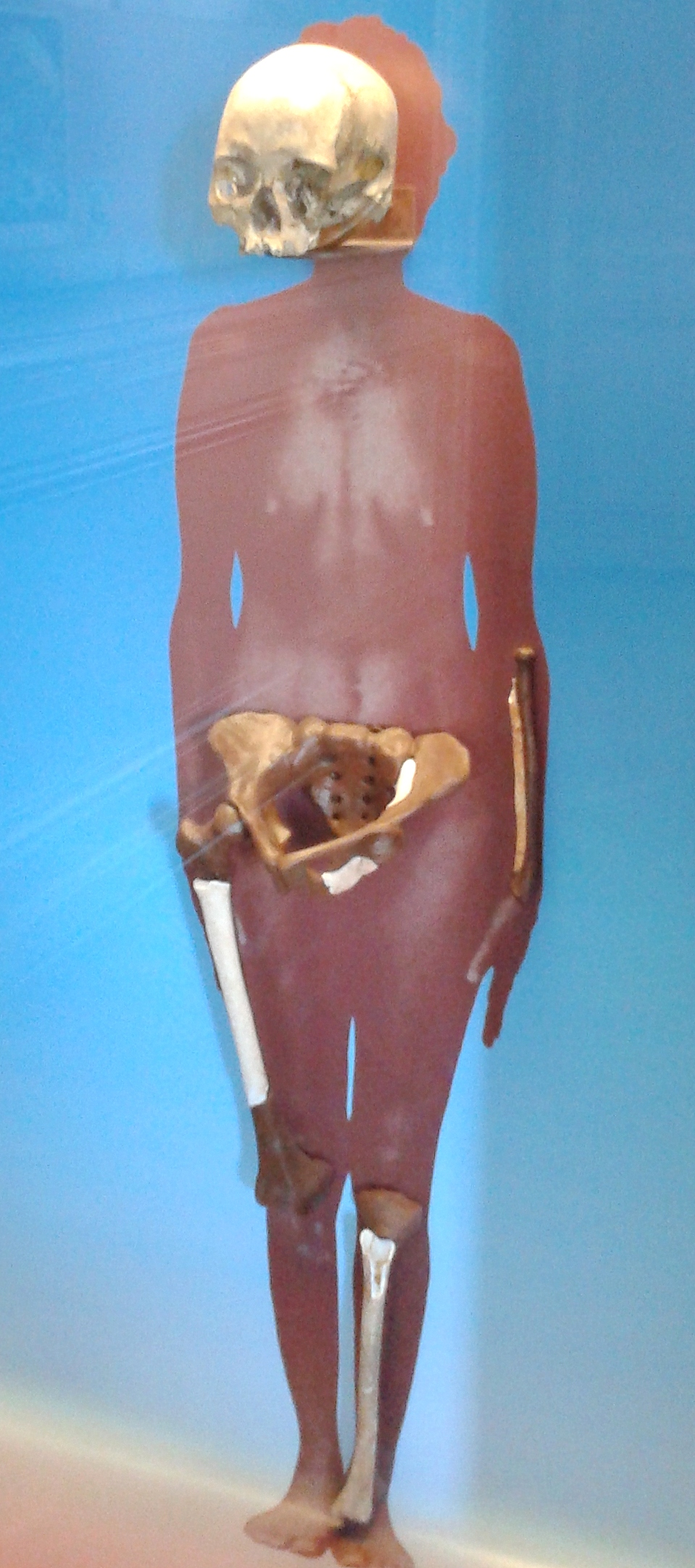
Skelettreste von „Luzia“ im Brasilianischen Nationalmuseum

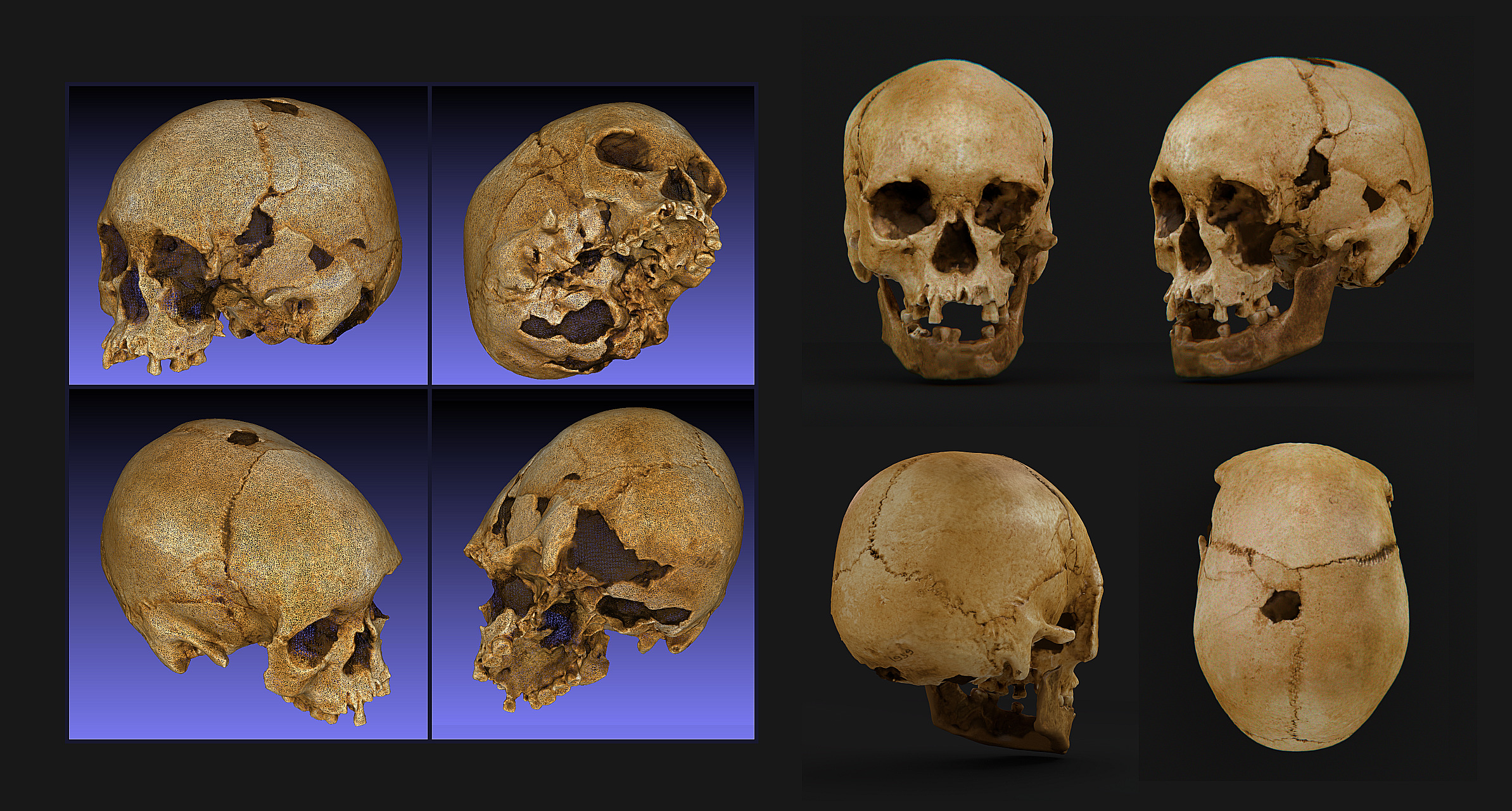
Photogrammetrie aller Seiten von Luzias Schädel.

Luzia ist der Name für das Skelett einer Frau, das in einer Höhle in Brasilien gefunden wurde und auf ein Alter von ca. 11.000 bis 11.500 Jahren datiert wird. Archäologen sind der Meinung, dass die Frau zu den ersten Einwanderern Südamerikas gehörte. Der Name Luzia ist als Hommage an Lucy anzusehen, ein über drei Millionen Jahre altes Teilskelett eines als weiblich interpretierten Individuums der Art Australopithecus afarensis, das in Afrika gefunden wurde. Dieses wohl bekannteste Skelett Amerikas wurde bis zum Brand im brasilianischen Nationalmuseum im August 2018 im Museu Nacional do Brasil in Rio de Janeiro aufbewahrt und trägt die wissenschaftliche Bezeichnung Lapa Vermelha IV Hominid 1.

## Entdeckung
Luzias Skelett wurde 1975 von einer französisch-brasilianischen Expedition unter der Leitung der französischen Archäologin Annette Laming-Emperaire (1917–1977) gefunden. Die Knochen wurden in einer höhlenartigen Vertiefung in der Nähe von Lapa Vermelha nördlich von Belo Horizonte in Brasilien gefunden. Das Skelett lag unter bis zu 12 Meter hohem Schutt und mineralischen Ablagerungen, wobei der Schädel vom Rest des Skeletts abgetrennt war. Die gefundenen Knochen befanden sich in erstaunlich gutem Zustand.

## Untersuchung
Neue Untersuchungen des Skeletts ergaben, dass es sich um eines der ältesten Skelette amerikanischer Ureinwohner handelt, das je gefunden wurde. Forensiker fanden heraus, dass Luzia ca. 20 bis 25 Jahre alt wurde.
Der Schädel der Frau ist recht klein und oval. Das Gesicht wird von einem vorspringenden Kinn geprägt. Das führte führende brasilianische Anthropologen zu der Annahme, dass Luzias Vorfahren über die Beringia genannte Landbrücke (an gleicher Stelle befindet sich heute die Beringstraße) eingewandert seien. Möglicherweise folgten sie der Küstenlinie in Booten von Asien aus. Der brasilianische Anthropologe der Universität von São Paulo, Walter Neves, stellte die Theorie auf, dass Luzia eine Nachfahrin jener Menschen war, die vor 15.000 Jahren über Beringia in Nordamerika ankamen.
Obwohl nur ein Drittel ihres Skelettes gefunden wurde, sind Anthropologen der Auffassung, dass Luzia nicht größer als 1,50 m gewesen sein könne. Zudem fanden sie Indizien, dass die Frau an den Folgen eines Unfalles oder eines Tierangriffes starb. Weitere Untersuchungen ergaben, dass sie zu einer Gruppe von Jägern und Sammlern gehörte.
Luzia ist wahrscheinlich alleine gestorben, da sich keine weiteren Skelette in der näheren Umgegend finden ließen. Dennoch wurden mehr als 40 weitere Skelette, die oben erwähnten Bodocudos, aus dem gleichen Zeitalter in Lagoa Santa gefunden. Brasilianische Wissenschaftler versuchen, mit der Radiokohlenstoffdatierung die Einwanderungstheorie von Walter Neves zu belegen.
Anthropologen bezeichneten Luzias Erscheinung vor allem aufgrund ihres Schädels zunächst als afrikanisch, melanesisch, Negritos oder australisch (Aborigines). Eine Gesichtsrekonstruktion wurde von Richard Neave von der University of Manchester durchgeführt, der davon überzeugt war, dass Luzia keine asiatischen Vorfahren hatte. Ein Vergleich mit Skeletten, die von Mitgliedern des ausgestorbenen Volkes der Botocudos stammten, die in der gleichen Region lebten, ergab so herausragende Ähnlichkeiten, dass Walter Neves die Botocudos als prähistorische Indianer klassifizierte.
Im November 2018 veröffentlichten Wissenschaftler der Universität von São Paulo und der Harvard University eine Studie, in die 49 aDNA-Proben von Skeletten aus Mittel- und Südamerika eingingen, die zwischen 9000 und 11.000 Jahren alt sind. Demnach können alle ehemaligen Besitzer der aDNA-Proben auf gemeinsame, aus Nordamerika und zuvor aus Beringia zugewanderte Vorfahren zurückgeführt werden (Clovis-Kultur). Obwohl Luzia in diese Studie nicht einbezogen war, gehen die Forscher davon aus, dass auch Luzia dieser Herkunft zuzuordnen ist; die Merkmale eines Schädels seien keine ähnlich verlässlichen Marker für die Herkunft eines Individuums als die DNA der zu ihrer Zeit in der Nachbarschaft lebenden Populationen.

## Das Fossil nach dem Brand 2018
Zunächst wurde angenommen, dass das Fossil von Luzia zerstört wurde, als das Nationalmuseum in der Nacht auf den 2. September 2018 abbrannte, aber Feuerwehrleute entdeckten später im zerstörten Museum einen menschlichen Schädel. Am 19. Oktober 2018 wurde bekannt, dass der Schädel von Luzia tatsächlich gefunden wurde, aber in einem fragmentierten Zustand. 80 % der Fragmente wurden als Teil der frontalen Seitenknochens (Stirn und Nase), die resistenter als andere Bereiche sind, und des Fragments ihres Oberschenkelknochens identifiziert, das ebenfalls zum Fossil gehörte und gelagert wurde. Ein Teil der Kiste, die Luzias Schädel enthielt, wurde ebenfalls gefunden. Die Remontage der Knochen wurde noch nicht durchgeführt.